# Dalla in jazz
Dalla in jazz è un album che raccoglie l'omaggio di numerosi artisti italiani al cantautore Lucio Dalla, a un anno dalla sua scomparsa, attraverso una rielaborazione, in chiave jazz, di alcuni suoi grandi successi. Il brano La mer, del cantautore francese Charles Trenet, è interpretato dallo stesso Dalla in duetto con Luca Aquino.

## Tracce
Tutti i brani fanno parte del repertorio storico di Dalla, con l'unica eccezione del brano La mer, successo di Charles Trenet.
1. La mer  - Lucio Dalla e Luca Aquino
2. Attenti al lupo - Stefano Di Battista, dall'album Cambio
3. Quale allegria - Giovanni Mirabassi Trio, dall'album Come è profondo il mare
4. Caruso - Paolo Fresu, dall'album DallAmeriCaruso
5. Come è profondo il mare - Maria Pia De Vito, dall'album Come è profondo il mare
6. Washington - Flavio Boltro e Alessandro Magri dall'album Viaggi organizzati
7. Stronzo - Gegè Telesforo, dall'album 1983
8. Felicità - Javier Girotto, Peppe Servillo e Natalio Mangalavite, dall'album Dalla/Morandi
9. Futura - Enrico Pieranunzi e Simona Severini, dall'album Dalla
10. Piazza Grande - Aldo Romano, storico singolo, inserito in varie antologie
11. Balla balla ballerino - Fabrizio Bosso e Luciano Biondini, dall'album Dalla
12. Il cielo - Roberto Gatto e Max Gazzè, storico singolo, inserito in varie antologie
13. Vita - Nick The Nightfly, dall'album Dalla/Morandi
14. Itaca - Vinicio Capossela, dall'album Storie di casa mia